# Багио
Ба́гио (ило. Ciudad ti Baguio, фил. Lungsod ng Baguio) — курортный город на Филиппинах, расположенный в северной части острова Лусон на высоте в среднем около 1500 метров, во влажных тропических сосновых лесах. Благодаря прохладному приятному климату известен как летняя столица Филиппин.
Считается урбанизированным городом, хотя имеет большую площадь озеленения; красивые загородные ландшафты привлекают много туристов. Обилие мшистых растений, орхидей, а также большого количества сосен дало ему прозвище «Город сосен».
Багио был основан в 1900 году, в дальнейшем стал отдельным субъектом управления. Багио является образовательным и коммерческим центром Лусона, по переписи 2015 года, его население составляло 345 366 человек. Название города происходит от слова народа ибэлои — bagiw, что означает мох.

## Туризм

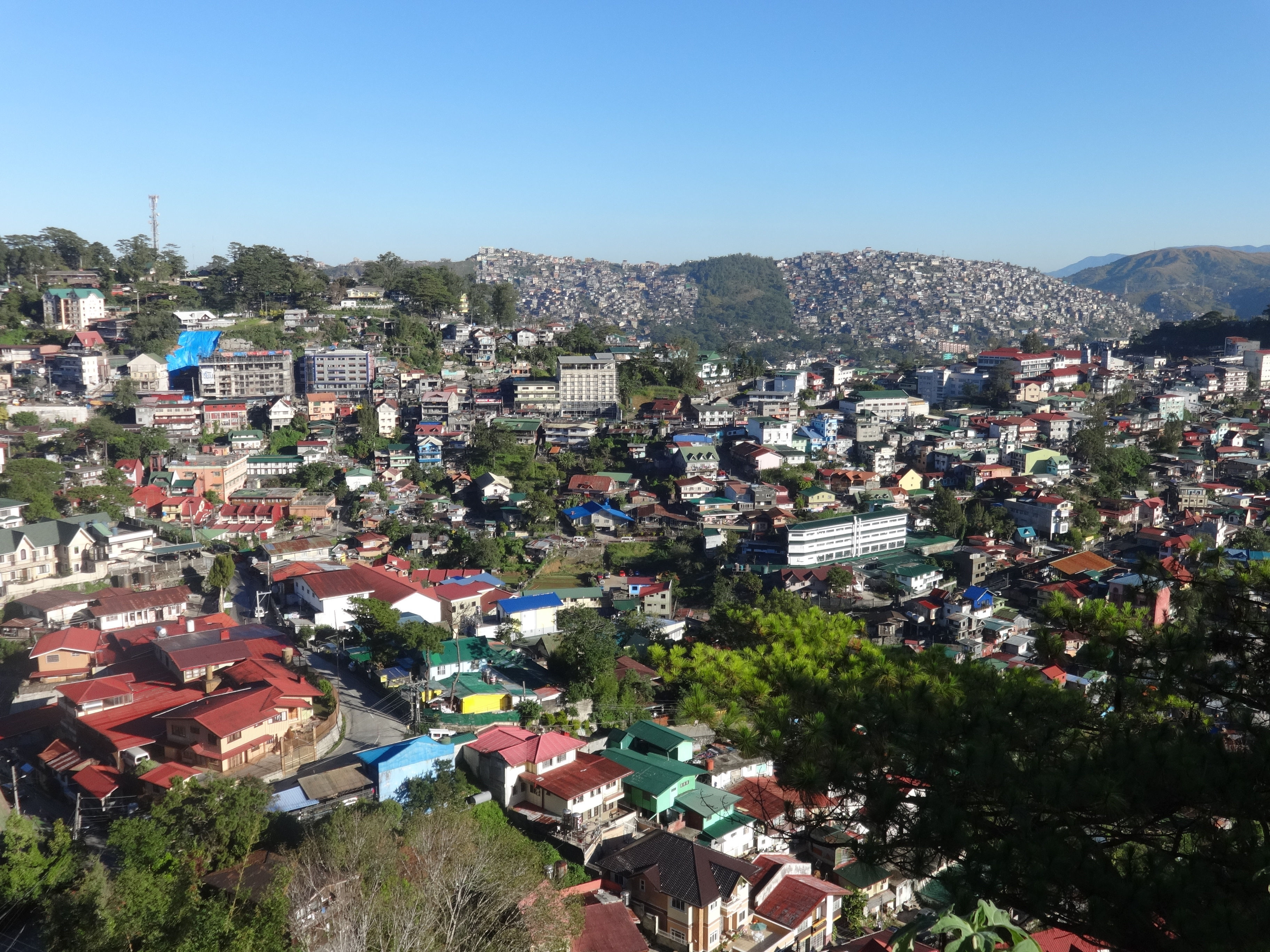
Вид на город Багио, 2018 год

Туризм является одной из основных отраслей промышленности Багио из-за его прохладного климата и истории. Город является одним из главных туристических направлений страны. В конце года жители низин предпочитают проводить свой отпуск в Багио, чтобы почувствовать прохладу, которая редко встречается в своих родных провинциях. Во время Страстной недели в город стекаются туристы со всей страны, и количество людей в городе удваивается. Местные праздники, такие как фестиваль Панагбенга, также привлекают местных и иностранных туристов.

## Спорт
Спортивный комплекс Baguio Athletic Bowl на территории парка Бернхэм является одним из основных спортивных объектов. В Багио проходил матч за звание чемпиона мира по шахматам 1978 года между Анатолием Карповым и Виктором Корчным.

## Криминал
Преступность в Багио состоит, в основном, из краж и дорожно-транспортных происшествий. Незаконная торговля наркотиками также является проблемой города, по состоянию на декабрь 2017 года 24 из 129 барангаев под влиянием наркотиков.
В 2018 году город был включен в список самых безопасных городов государств Юго-Восточной Азии, заняв шестое место с индексом преступности 40,57 и индексом безопасности 59,43. Полицейское управление города также имеет самую высокую эффективность решения проблем преступности по всей стране — 84 %, по сравнению с национальными 77 % и 70 % региона. В мае 2019 года полиция сообщила о снижении числа преступлений на 27 % — с 1150 в 2018 году до 834 в 2019 году. Отделение полиции было награждено как Лучший городской полицейский участок страны в 2018 году.